# Lasioglossum kumejimense
Lasioglossum kumejimense là một loài Hymenoptera trong họ Halictidae. Loài này được Matsumura & Uchida mô tả khoa học năm 1926.